# 19 (číslo)
Devatenáct je přirozené číslo. Následuje po číslu osmnáct a předchází číslu dvacet. Řadová číslovka je devatenáctý. Římskými číslicemi se zapisuje XIX.

## Matematika
Číslo devatenáct
- Je osmé nejmenší prvočíslo.
- Je exponentem sedmého Mersennova prvočísla.
- Je šestým z pouhých devíti existujících Heegnerových čísel.
- Mezi figurálními čísly je to nejmenší centrálně trojúhelníkové prvočíslo.
- Mezi figurálními čísly je to druhé číslo centrálně šestiúhelníkové prvočíslo. Prvním takovým je prvočíslo 7.

## Chemie
- 19 je atomové číslo draslíku

## Astronomie
Devatenáct let je (s přesností 10−5) rovno 235násobku délky synodického měsíce, takže po tomto počtu let se Měsíc ocitá vždy ve stejné pozici vůči hvězdám. Tento 19letý cyklus je nazýván cyklem Metonským, podle řeckého astronoma Metona, který ho vypočetl kolem roku 432 př. n. l. Tento cyklus je důležitý pro stanovení data Velikonoc, neboť umožňuje vypočítat „stáří Měsíce“ (epaktu) v den jarní rovnodennosti daného roku.

## Náboženství
Islám:
- Posvátná kniha Korán má celkem 19 x 6 kapitol (súr).
- Celočíselným násobkem 19 je i číslo 2698, což je počet, kolikrát se v Koránu opakuje slovo Bůh (Allah).
- Devatenáctá súra Koránu se nazývá Marie (Myriam) po matce Ježíše (Isá), jehož zrození je v této súře popsáno.
- Úvodní formule Basmala „Ve jménu Boha milosrdného, slitovného“ („Bismillah, Ar-Rehman, Ar-Rahim“), kterou začíná každá súra Koránu, se skládá z 19 písmen arabské abecedy.
- Devatenáct je andělů střežících pekelný oheň.

Bahai:
- Bahá’í kalendář je strukturován tak, že rok má 19 měsíců, každý měsíc 19 dnů.
- Během měsíce Alá‘ Bahá’í (od 2. do 21. března) dodržuji Bahaici 19denní půst.
- Je uznáváno 19 apoštolů církve (1. Mírzá Músá – 19. Vakílu'd-Dawlih).
- Dobrovolná církevní daň činí pro členy církve 19% jejich části přijmu nad základní životní potřeby.

Čínský buddhismus:
- Číslo 19 je asociováno s čínskou bohyní slitování Kuan Yin, která je nejpopulárnější bohyní v celé jihovýchodní Asii, kde zdobí její domácí oltáříky.

## Ostatní
- Hrací deska goban, původem čínské hry Go, má 19×19 polí
- Podle Homéra období, po které vzor manželské věrnosti Pénelopé čekala na návrat svého muže Odyssea z Trojské války, trvalo 19 let
- Covid-19 – koronavirové pandemické onemocnění vzniklé roku 2019

## Roky
- 19
- 19 př. n. l.